# 帕特里克·克朗
帕特里克·克朗（Patrick Kron，1953年9月26日—）是一名法國工程师，目前担任阿尔斯通公司董事长兼CEO。

## 生平
出身於波蘭裔家庭，父母是於1940年代移居法國，而他本人則於巴黎出生。
年青時曾就學於巴黎综合理工学院与国立巴黎高等矿业学校。畢業後先於法國政府產業部工作，後又於多家大型企業工作。
2003年1月1日出任阿爾斯通公司首席執行長，並於2003年3月11日成為該公司主席。